# Hundra år i Sverige
Hundra år i Sverige är en bok skriven av Hans Dahlberg utgiven 1999 av Albert Bonniers förlag AB. Boken behandlar hur Sverige har utvecklats under 1900-talet. Den handlar om händelser och viktiga personer som levt under tidsperioden, och innehåller listor med händelser år för år. Boken är även illustrerad med foton och teckningar.
I stället för traditionell indelning i årtionden använder sig boken av namngivna epoker.

## Epoker
- Den vackra epoken - 1900–1914
- De hungriga åren - 1915–1918
- De sociala ingenjörernas skede - 1919–1939
- Försiktighetens tid - 1940–1945
- Rekordåren - 1946—1968
- Omprövningens tid - 1969–1980
- En liten tid av överdåd - 1981–1990
- Gränslöshetens dagar - 1991–1999